# Abd-as-Salam al-Ujaylí
Abd-as-Salam al-Ujaylí (àrab: عبد السلام العجيلي, ʿAbd as-Salām al-ʿUjaylī) (Raqqa, 1918 - 5 d'abril de 2006) fou un escriptor i polític sirià. Algunes obres destacades seves són: Somrient entre llàgrimes (1958), L'andana de la verge negra (1960), La filla de la bruixa (1948), Comtes de viatge (1954) o La nit i les estrelles (1951, poesia).

## Traduccions
- al Uyayli, 'Abd al-Salam. Relatos de un nómada mediterráneo (en castellà).  Madrid: Agencia Española de Cooperación Internacional, 1998, p. 152 (Autores árabes contemporáneos; 21). ISBN 8472327973.